# Reno De Medici
Reno De Medici S.p.A (anciennement Cartiera del Reno) est un groupe industriel italien devenu le premier producteur de carton ondulé recyclé en Italie et le deuxième plus grand producteur en Europe. Ce carton (carton recyclé couché (Liner/GD/GT) et cartons pliants) destiné à divers secteurs ; de l'emballage à l'édition, de l'industrie des détergents aux boissons, des cosmétiques aux produits pharmaceutiques. En 2023, sa capacité de production — outre 4 centres de laminage et un réseau de vente actif dans le monde — provient de 9 usines de fabrication : 3 en Italie, 1 en Allemagne, 2 en Espagne et 2 aux Pays-Bas et une en France : Ancienne usine du Groupe Canadien Cascade de Blendecques, dans la vallée de l'Aa dans le Pas-de-Calais, devenu en juin 2013 l'actionnaire majoritaire de Reno De Medici, avec une participation de 57,6 % dans les actions ordinaires) et en Allemagne.
Elle a été cotée à la Bourse de Milan de 1996 à 2021.

## Histoire
L'entreprise a été fondée en 1967 sous le nom de Cartiera del Reno. Son siège était (et est encore) situé à Milan (Viale Isonzo), avec une usine de papier à Marzabotto, dans la province de Bologne, capable de produire 8 000 tonnes de carton par an.
Dans les années qui ont suivi, l'entreprise n'a cessé d'étendre ses capacités par le biais d'investissements et d'acquisitions.

Avec l'acquisition en 1986 de Cartiera Binda de Medici avec une usine à Cirié, Turin, le nom a été changé en Reno de Medici.
En 1996, le groupe Reno De Medici est coté à la Bourse de Milan.
En 1997, Reno de Medici fusionne avec la SAFFA et l'entreprise a acquis la division de transformation du papier Bianchi Saffapack, Saffa Immobiliare, Italmatch, plusieurs participations plus petites et la majorité de Sarrio' (Espagne).
L'année suivante, Reno De Medici incorpore Sarriò, l'actionnaire principal de l'ancienne Saffa, devenant ainsi le deuxième producteur européen de carton recyclé. Cette année-là, la production atteint 950 000 tonnes, avec une part de marché européenne de 20 % pour les produits en carton.
Depuis 2008, le groupe a fusionné avec les sites européens de l'entreprise canadienne Cascades.
De Medici détenait une participation de 70 % et Cascades une participation de 30 %. Cascades a conduit à la fusion des sites de carton de recyclage d'Arnsberg et de Blendecques, dans la vallée de l'Aa, ainsi que du centre de découpe de Wednesbury et d'une société commune de vente et distribution du carton, baptisée Careo. En juin 2013, Cascades est devenue le plus important actionnaire de Reno De Medici avec une participation de 57,6 % dans les actions ordinaires.
En 2016 : Reno De Medici achète Cascades La Rochette (carton de fibres vierges).
En 2017 : Reno De Medicis, Cascades La Rochette et le Groupe Careo fusionnent pour former le Groupe RDM.
Le 1er janvier 2018, PAC fait partie à 100 % du groupe RDM, de même que RDM Barcelona Cartonboard, le 31 octobre 2018.
En juillet 2021, le groupe Reno De Medici rachète l'entreprise néerlandaise Eska, spécialisée dans le carton épais et disposant de deux usines aux Pays-Bas, pour un peu moins de 150 millions d'euros.

## Radiation de la bourse
Toujours en juillet 2021, la société de capital-investissement Apollo Global Management a repris 67 % du groupe pour 3,654 milliards d'euros et a lancé une offre publique d'achat sur des actions cotées en bourse pour les retirer de la cote.
En décembre 2021, le groupe a quitté la Bourse de Milan après 25 ans à la suite du succès de l'offre publique d'achat lancée par Rimini BidCo, une société contrôlée par des fonds d'investissement gérés par Apollo Global Management.